# Firbeix
Firbeix é uma comuna francesa na região administrativa da Nova Aquitânia, no departamento Dordonha. Estende-se por uma área de 22,75 km². Em 2010 a comuna tinha 321 habitantes (densidade: 14,1 hab./km²).